# Acords d'Évian
Els Acords d'Evian són el resultat de negociacions entre els representants de França i els del Govern Provisional de la República Algeriana (G.P.R.A) format pel Front d'Alliberament Nacional (FLN) durant la guerra d'Algèria. Aquests acords se signen el 18 de març de 1962 a Évian-les-Bains (Roine) i es tradueixen en un immediat alto el foc aplicat a la totalitat del territori algerià.
Aquests acords acabaven amb vuit anys d'una guerra que encara no tenia nom i per a la qual França havia desplegat uns 400.000 soldats i durant la qual van morir entre 250.000 i 400.000 algerians (més d'un milió, segons el FLN).
El nom d'Acords d'Evian és un terme periodístic. El títol oficial és Declaració general de les dues delegacions de 18 de març de 1962 i comportarà el naixement de l'estat Algeria.

## Delegacions

### Delegació del FLN
- Krim Belkacem (ministre d'Afers Exteriors)
- Saad Dahlab
- Ahmed Boumendjel
- Ahmed Francis
- Taïeb Boulahrouf
- Mohamed Seddik Ben Yahia
- Rehda Malek
- Kaïd Ahmed (Comandant Slimane)
- Comandant Mendjli

### Delegació francesa
- Louis Joxe
- Bernard Tricot
- Roland Cadet
- Yves Roland-Billecart
- Claude Chayet
- Bruno de Leusse
- Vincent Labouret
- Jean Simon (general)
- Hubert de Seguins Pazzis (tinent coronel)
- Robert Buron
- Jean de Broglie